# Conferința de la Ialta

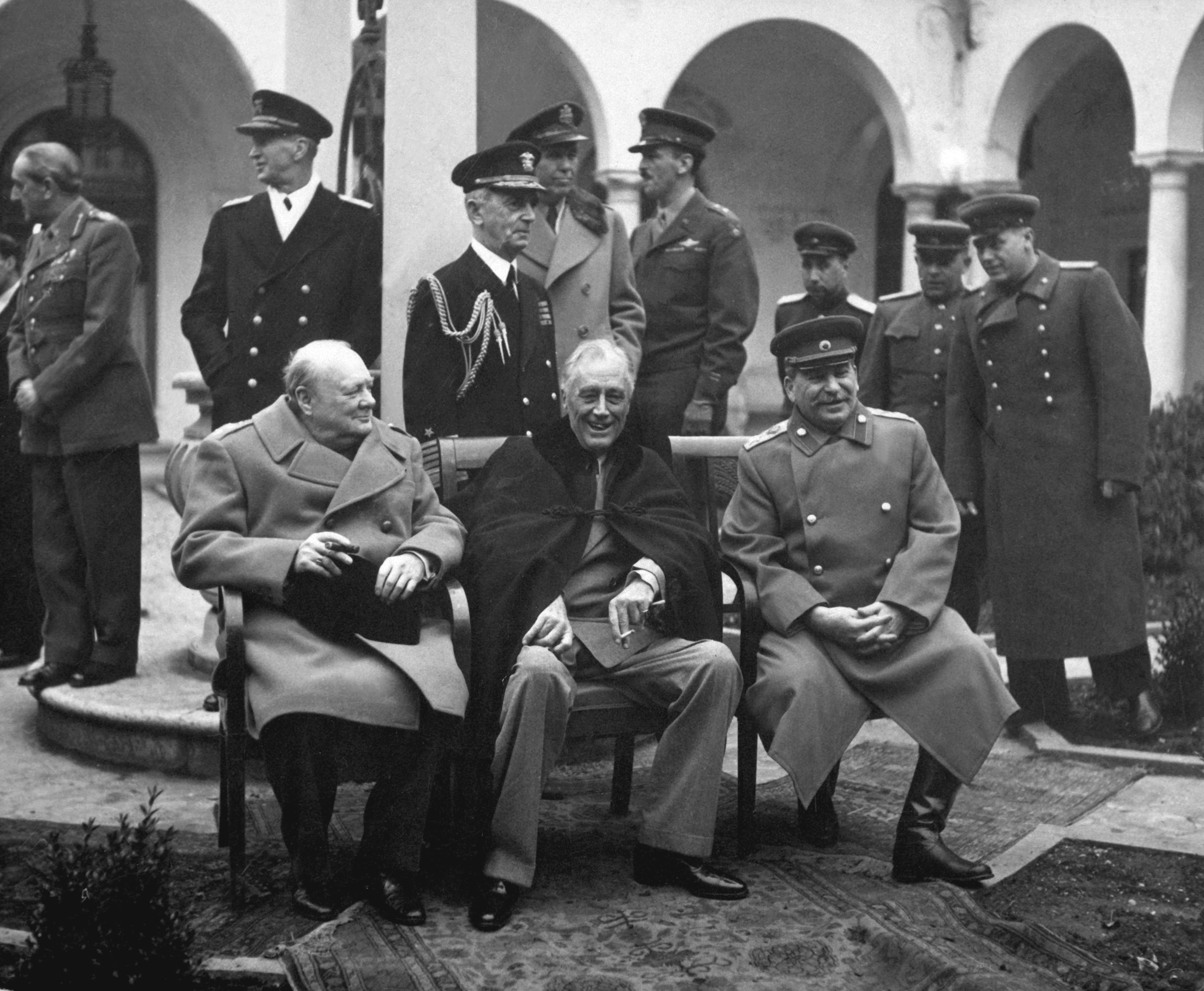
Churchill, Roosevelt și Stalin la Yalta, în 1945.

Conferința de la Ialta, numită și Conferința din Crimeea a fost întâlnirea din 4-11 februarie 1945 dintre liderii SUA, Marea Britanie și Uniunea Sovietică. Delegațiile au fost conduse de către Roosevelt, Winston Churchill, și Stalin

## Situația
“Cei 3 mari”, Roosevelt, Stalin și Churchill, erau liderii națiunilor aliate cheie datorită puterii națiunilor pe care le reprezentau și a colaborării pe care o avuseseră în timpul celui de-al Doilea Război Mondial. Acești trei lideri s-au întâlnit doar de două ori în decursul celui de Al Doilea Război Mondial, dar deciziile lor au fost cardinale și au schimbat cursul istoriei.
După Conferința de la Teheran, cei 3 lideri au decis să se reîntâlnească, ceea ce a dus la Conferința de la Ialta, din februarie 1945. Deși Stalin și-a exprimat îngrijorarea față de starea sănătății lui Roosevelt, această îngrijorare nu s-a transpus în acțiune. Liderul sovietic a refuzat să călătorească mai departe de zona Mării Negre, în peninsula Crimeea, iar Churchill și Roosevelt au fost nevoiți să facă din nou deplasări lungi și obositoare pentru a ajunge la întâlnirea de la Ialta. 

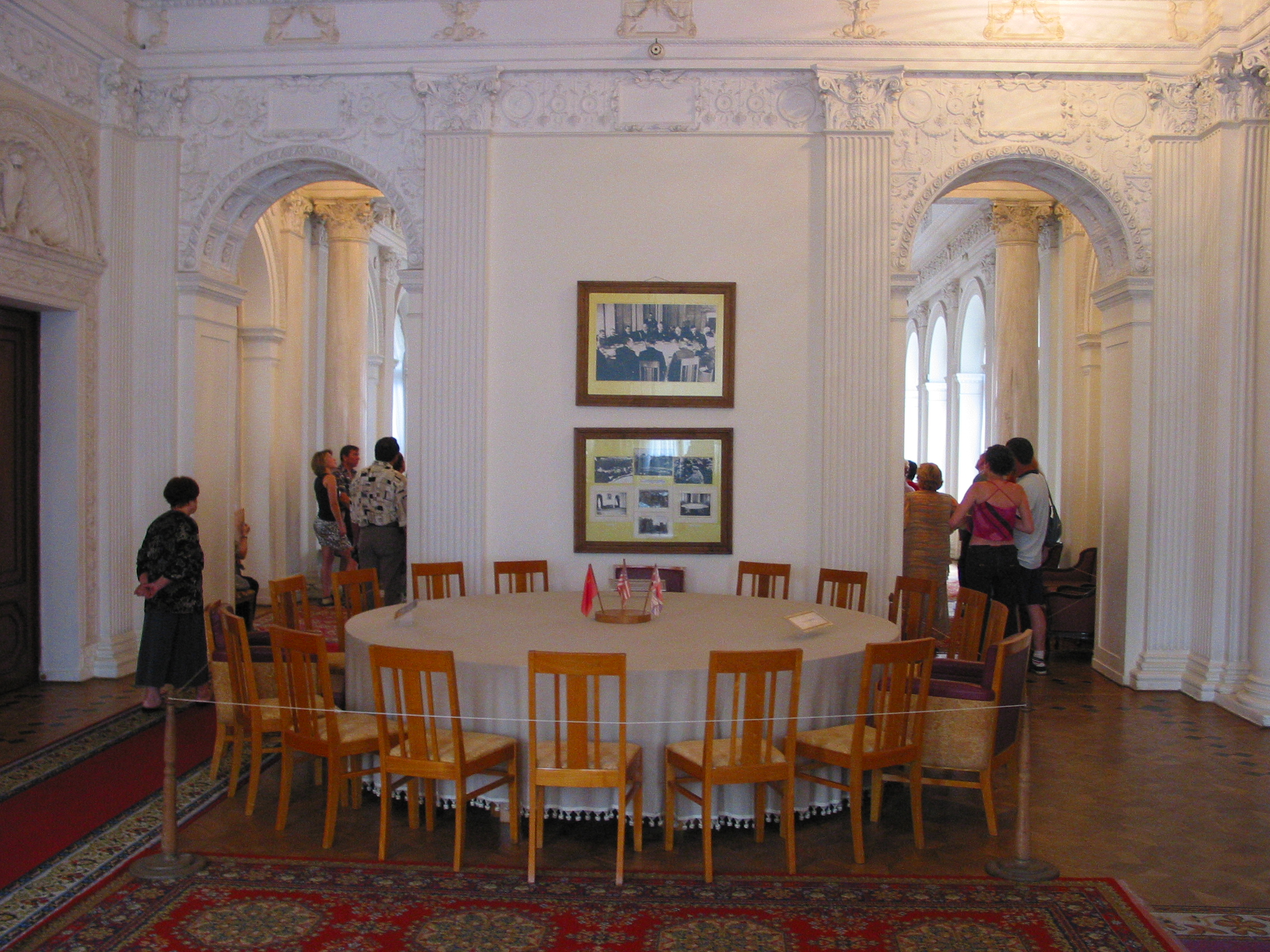
Încăpere a palatului unde s-au întâlnit cei trei.

Fiecare dintre cele trei superputeri avea obiective aparte. Marea Britanie voia să-și mențină imperiul colonial și influența asupra Greciei, Uniunea Sovietică dorea să obțină mai mult teritoriu și să-și consolideze poziția în teritoriile cucerite, iar Statele Unite doreau să se asigure de participarea URSS la războiul din Pacific și să negocieze aranjamentele situației postbelice. Roosevelt mai spera să obțină din partea lui Stalin conlucrarea în cadrul Organizației Națiunilor Unite.
Primul punct pe agenda Uniunii Sovietice a fost Polonia. Stalin: „Pentru poporul sovietic, Polonia nu este doar o chestiune de orgoliu, ci și una de securitate. De-a lungul istoriei, Polonia a fost coridorul prin care inamicul a atacat Rusia. Pentru noi, Polonia este o problemă de viață și de moarte”. Stalin a subliniat faptul că unele dintre dorințele sale în privința Poloniei nu erau negociabile: URSS va păstra estul Poloniei, iar aceasta va fi compensată prin extinderea graniței de vest și mutarea forțată a milioane de germani. Șovăitor, Stalin a promis alegeri libere în Polonia, deși la putere se afla un guvern-marionetă comunist, recent instaurat. Curând, s-a constatat că Stalin nu intenționase să-și țină promisiunea. Alegerile desfășurate în 1949 au dus la transformarea oficială a Poloniei într-un stat socialist și au fost contestate. Majoritatea analiștilor politici sunt de părere că rezultatele au fost falsificate. (Polonezii au avut parte de alegeri libere abia după 45 ani de la Conferința de la Ialta.)
Cu privire la participarea Uniunii Sovietice la operațiunile militare din Pacific, Stalin era nerăbdător să se răzbune pentru înfrângerea din războiul Ruso-Japonez, din anii 1904-1905, în care sovieticii au pierdut influența în Manciuria. De fapt, el își propunea câștigarea unei influențe chiar mai mari în estul Asiei.
Roosevelt a acceptat condițiile lui Stalin, sperând că va reuși să tempereze pretențiile Uniunii Sovietice prin intermediul ONU. Unii consideră că Ialta a fost o trădare, din cauza faptului că nehotărârea Americii și a Marii Britanii a încurajat extinderea sferei de influență sovietice în Japonia și Asia, dar și din cauză că Stalin a încălcat în cele din urmă clauzele înțelegerii prin formarea blocului sovietic. În plus, Uniunea Sovietică a fost de acord să se alăture Organizației Națiunilor Unite doar cu condiția (secretă) ca membrii permanenți ai Consiliului de Securitate să aibă drept de veto, dându-i astfel mai mult control pe glob. Unii observatori consideră că sănătatea precară a lui Roosevelt ar fi fost una dintre cauzele pentru concesiile făcute (Ialta a fost ultima conferință majoră a lui înainte de a înceta din viață, din cauza unui atac cerebral), dar Roosevelt se temea de Uniunea Sovietică și a încercat să prevină un conflict deschis. În acel moment, Stalin controla o mare parte din estul Europei și avea o armată de trei ori mai mare, în comparație cu armata americană, aflată   sub comanda generalului Eisenhower.

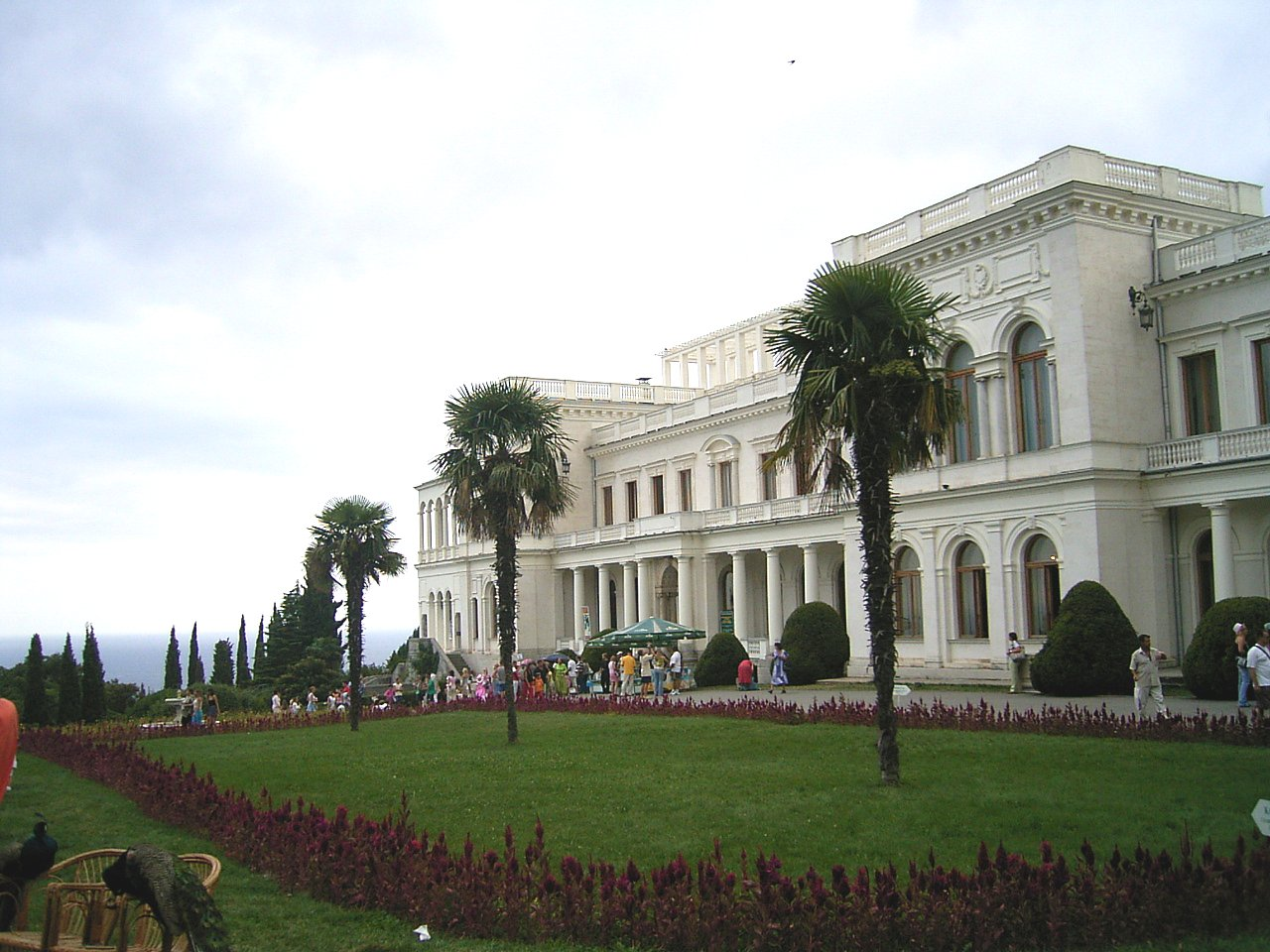
Întâlnirea celor trei lideri a avut loc la Palatul Grand Livadia. Paltul unde era cazat Roosvelt

Cei trei mari au ratificat înțelegerile anterioare privind divizarea Germaniei: urmau să fie formate patru zone de ocupație, una pentru fiecare din cele trei națiuni dominante, plus una pentru Franța. Capitala Berlin urma să fie împărțită tot în patru sectoare, deși se afla în zona sovietică de ocupație. Orașul a devenit un simbol major al Războiului Rece din cauza divizării orașului prin ridicarea zidulului Berlinului (1961), construit și menținut de guvernul est-german, sprijinit de sovietici.
Cei trei au decis ca toate guvernele originale să fie reinstaurate în țările invadate și toți civilii repatriați. Democrațiile se doreau a fi reinstalate. În toate teritoriile urmau să se desfășoare alegeri libere, iar ordinea să fie redată Europei, după cum se arăta într-o declarație oficială:
Stabilirea păcii în Europa și reconstruirea vieții economice trebuie realizate prin procese care să permită oamenilor eliberați distrugerea ultimelor vestigii ale nazismului și fascismului și să creeze instituții democratice de ei alese.
Ulterior, Rusia a dobândit Insulele Sahalin și Kurile și partea nordică a provinciei germane Prusia Orientală.
Majoritatea populației din Europa de est a considerat Conferința de la Ialta drept un act de trădare din partea Occidentului. Acesta își are originea în credința că puterile aliate, deși afirmau valorile democratice, au încercat să asigure stabilitatea sacrificând pentru următorii 45 de ani națiunile din Europa de Est.

## Întâlnirea

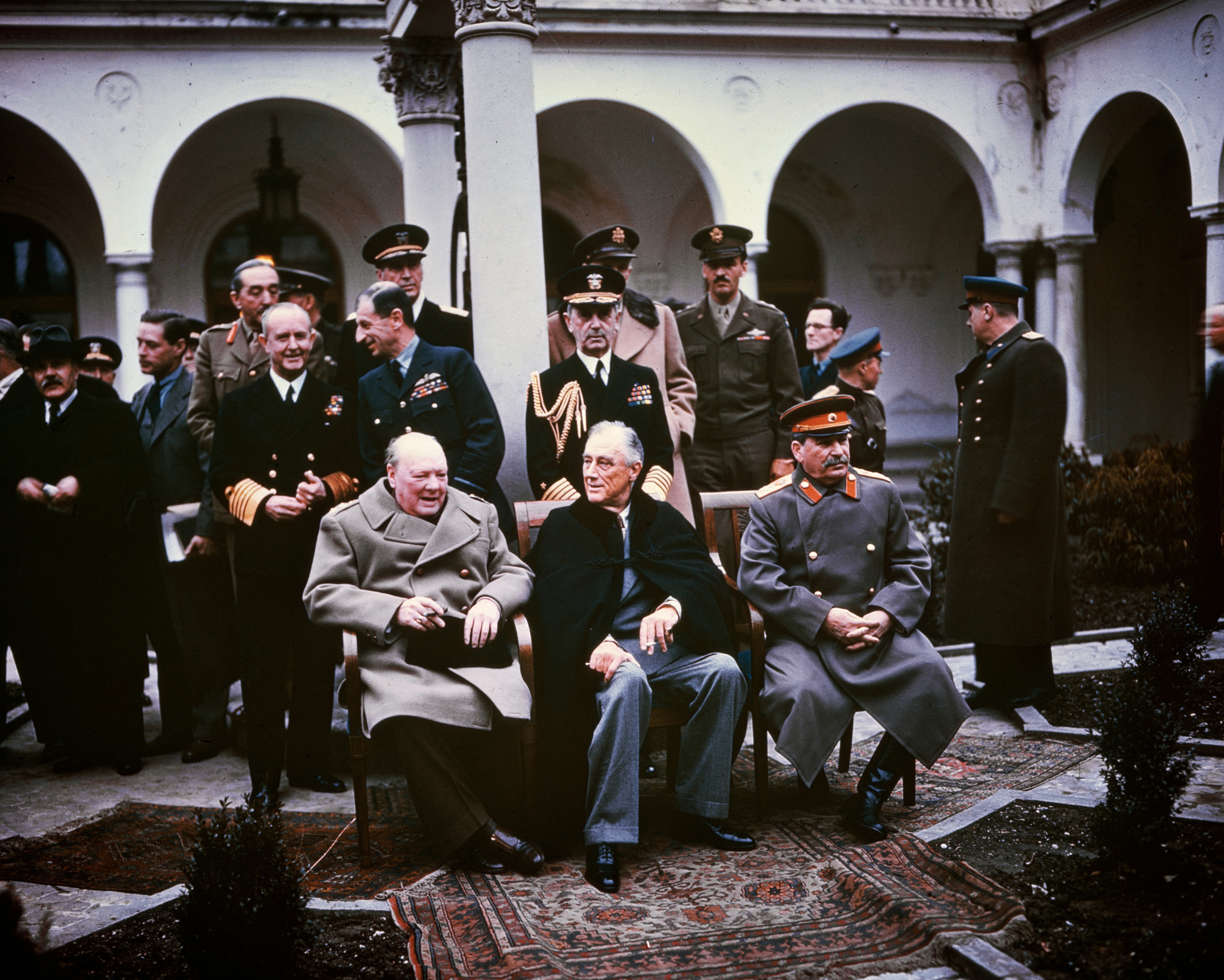

Conferința s-a desfășurat în Uniunea Sovietică, la Ialta, oraș din peninsula Crimeea, (reanexată la Federația Rusă, după conflictul teritorial cu Ucraina din primăvara anului 2014). Delegația americană a fost cazată în fostul palat al țarului, iar președintele Roosevelt la palatul Livadia, unde a avut loc întâlnirea. Delegația britanică a fost găzduită în castelul din Alupka care aparținuse prințului Voronțov. Principalii membri ai delegațiilor au fost Edward Stettinius, Averell Harriman, Anthony Eden, Alexander Cadogan și Viaceslav Molotov. Potrivit observațiilor lui Anthony Beevor, toate încăperile erau spionate de agenții NKVD. Stalin a sosit cu trenul la 4 februarie, iar summitul a început cu un dineu oficial ținut în aceeași seară.

## Principalele puncte discutate
Principalele puncte ale convorbirilor au fost:
- S-a stabilit drept principală prioritate predarea necondiționată a Germaniei naziste. După război, Germania urma a fi împărțită în patru zone de ocupație. Urma să aibă loc și o divizare a Berlinului în patru sectoare.

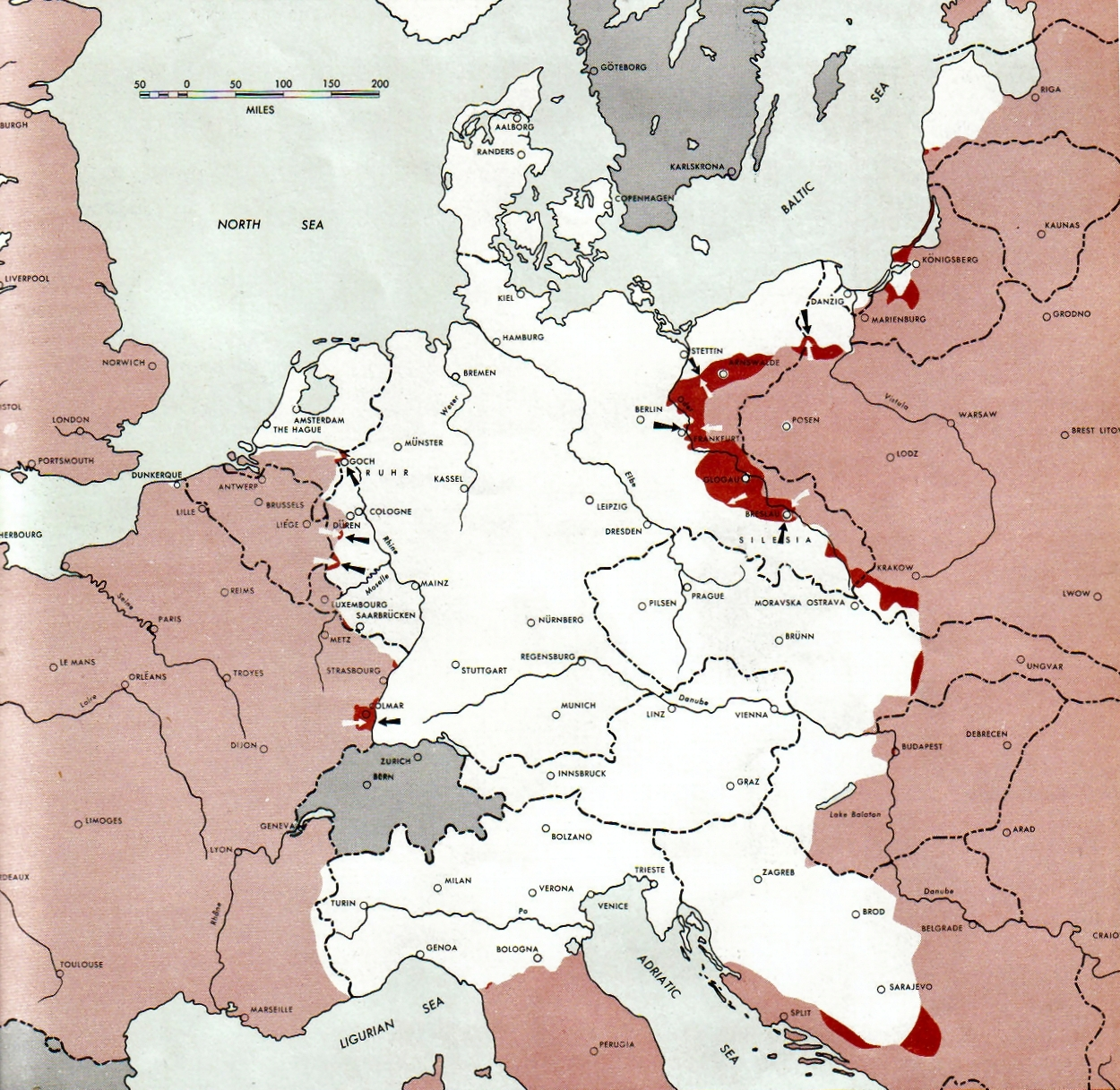
Situația militară la sfârșitul conferinței

- Stalin și Roosvelt au acceptat propunerea lui Churchill de a oferi  Frantei o a patra zona de ocupatie in Germania si Austria si un loc in Consiliul aliat de Control.
- Germania urma să fie supusă unei operațiuni de demilitarizare și denazificare.
- Crearea unui consiliu aliat de reconstrucție, cu sediul la Moscova.
- A fost discutat statutul Poloniei, chestiune complicată de faptul că în acel moment Polonia era ocupată de armata sovietică. S-a stabilit reorganizarea guvernului provizoriu polonez care fusese instalat de Armata Roșie prin includerea a diverse grupări politice, prin organizarea de alegeri democratice. Prin aceasta a fost înlăturat, practic, guvernul polonez legitim exilat din 1939 în Occident.
- Granița estică a Poloniei urma să fie de-a lungul Liniei Curzon, Polonia urmând să fie compensată teritorial în vest cu teritorii importante din Germania de est.
- Cetățenii Uniunii Sovietice și ai Iugoslaviei urmau să fie repatriați, indiferent dacă ei doreau sau nu acest lucru.
- Roosevelt a obținut de la Stalin acordul de a participa la Națiunile Unite, după ce s-a convenit ca fiecare din cei cinci membri permanenți ai Consiliului de Securitate să aibă drept de veto.
- Stalin a fost de acord să participe la războiul împotriva Japoniei în 90 de zile de la înfrângerea Germaniei. Uniunea Sovietică urma să primească, după înfrângerea Japoniei, partea sudică a insulelor Sahalin și Kurile.
- Milioane de ruși din Europa au fost forțați să se reîntoarcă în URSS.

## Urmările Conferinței de la Ialta
Ialta a fost ultima mare conferință înainte de sfârșitul războiului și ultima călătorie a lui Roosevelt în străinătate. Observatorii l-au descris cu această ocazie ca fiind bolnav și foarte slăbit. Se crede că principalul obiectiv a fost  de a asigura participarea Uniunii Sovietice la Națiunile Unite, lucru pe care, de altfel, l-a realizat, însă cu prețul acordării dreptului de veto fiecărui membru permanent al Consiliului de Securitate, ceea ce a slăbit semnificativ Organizația Națiunile Unite. Un alt obiectiv al său a fost contribuția URSS în lupta împotriva Japoniei. Armata Roșie înfrânsese forțele naziste în cea mai mare parte a Europei de Est, Stalin obținând astfel tot ce își dorea: o sferă importantă de influență drept zonă tampon. În acest proces, libertatea micilor națiuni a fost sacrificată de dragul stabilității, ceea ce a însemnat că țările baltice Letonia, Lituania și Estonia au fost silite să rămână  membre ale URSS.